# Кевішад
Кевішад (перс. كويشاد) — село в Ірані, у дегестані Кате-Сар-е-Хомам, у бахші Хомам, шагрестані Решт остану Ґілян. За даними перепису 2006 року, його населення становило 1021 особу, що проживали у складі 295 сімей.

## Клімат
Середня річна температура становить 14,18 °C, середня максимальна – 28,18 °C, а середня мінімальна – -0,74 °C. Середня річна кількість опадів – 1187 мм.
| Клімат поселення                              | Клімат поселення | Клімат поселення | Клімат поселення | Клімат поселення | Клімат поселення | Клімат поселення | Клімат поселення | Клімат поселення | Клімат поселення | Клімат поселення | Клімат поселення | Клімат поселення | Клімат поселення |
| Показник                                      | Січ.             | Лют.             | Бер.             | Квіт.            | Трав.            | Черв.            | Лип.             | Серп.            | Вер.             | Жовт.            | Лист.            | Груд.            |                  |
| Середній максимум, °C                         | 8,12             | 8,63             | 11,46            | 17,39            | 21,70            | 25,30            | 28,18            | 27,88            | 24,88            | 20,83            | 15,93            | 11,58            |                  |
| Середня температура, °C                       | 3,68             | 4,20             | 7,02             | 12,96            | 17,26            | 20,85            | 23,99            | 23,69            | 20,69            | 16,63            | 11,73            | 7,39             |                  |
| Середній мінімум, °C                          | −0,74            | −0,23            | 2,58             | 8,52             | 12,82            | 16,44            | 19,82            | 19,51            | 16,49            | 12,46            | 7,56             | 3,20             |                  |
| Норма опадів, мм                              | 120              | 95               | 87               | 48               | 45               | 30               | 29               | 62               | 136              | 209              | 180              | 146              |                  |
| Середньомісячна швидкість вітру, м/с          | 2.30             | 2.40             | 2.40             | 2.35             | 2.40             | 2.67             | 2.60             | 2.30             | 2.10             | 2.06             | 2.02             | 2.05             |                  |
| Середньомісячна сонячна радіація, кДж/м²·день | 6761             | 8927             | 10904            | 15594            | 19957            | 22222            | 23019            | 19192            | 15575            | 10663            | 8483             | 6520             |                  |
| --------------------------------------------- | ---------------- | ---------------- | ---------------- | ---------------- | ---------------- | ---------------- | ---------------- | ---------------- | ---------------- | ---------------- | ---------------- | ---------------- | ---------------- |
| Джерело:                                      |                  |                  |                  |                  |                  |                  |                  |                  |                  |                  |                  |                  |                  |